# Stanley Finger
Pour les articles homonymes, voir Finger.
Stanley Finger, né le 11 mai 1943 à New York, est un psychologue et historien des neurosciences américain.

## Biographie

### Jeunesse et formation
Né à New-York dans l'arrondissement  du Bronx, Stanley Finger est titulaire d'un PhD de l'université de l'Indiana en 1968, date à laquelle il rejoint la Washington University in St. Louis (WUSTL), dans le Missouri.

### Carrière académique
À partir de l'année 2000, il est titulaire de la chaire de psychologie à l'université de St. Louis où son activité d'enseignant comporte deux programmes : neurosciences fondamentales (Neural Sciences) et philosophie, neurosciences et psychologie (Philosophy-Neuroscience-Psycholopgy).
Entre autres activités, Finger a été le premier président de l'International Society for the History of Neurosciences et rédacteur en chef de la revue Journal of the History of the Neurosciences.

## Publications principales
S. Finger est l'auteur de plusieurs ouvrages, et de plus d'une centaine d'articles.
- (en) Origins of neuroscience : A History of explorations into brain function, New York, Oxford University Press, 1994, 462 p. (ISBN 0-19-506503-4)
- (en) Minds Behind the Brain : A History of the Pioneers and Their Discoveries, New York, Oxford University Press, 2000, 364 p. (ISBN 0195181824 et 9780195181821, présentation en ligne)
- (en) Doctor Franklin's medicine, University of Pennsylvania Press, Incorporated, 11 janvier 2006, 379 p. (ISBN 081223913X et 9780812239133, présentation en ligne)